# المختار الدرعاوي
 المختار بن محمد بن عيسى الدرعاوي "التاغيتي" المنقوشي اليزناسني (1939 - 8 يوليو 2017) عالم دين مغربي، وأستاذ، وإمام وخطيب، وعضو في الرابطة المحمدية للعلماء. عرف بخدمته للدين والعلم في منطقة إقليم بركان،  المغرب، حيث كان مثالًا للعالم المتواضع، والداعية المعتدل. أمضى حياته في التعليم، والدعوة إلى الله، وخدمة القرآن الكريم.

## النشأة والتعليم
وُلد المختار الدرعاوي عام 1939 في قبيلة إدرْعُويَن، جماعة فزوان القروية ضمن مجموعة قبائل بني يزناسن، شرق إقليم بركان.
بدأ مسيرته التعليمية بحفظ القرآن الكريم في مسجد القرية، تحت إشراف قريبه الشيخ محمد بن بوعزة الدرعاوي. أكمل دراسته الشرعية في عدة مساجد ومدارس قرآنية، ثم انتقل إلى جامع القرويين في فاس لمواصلة التخصص في العلوم الشرعية. وبعد ذلك، مدينة تطوان.

## مسيرته المهنية

### في التعليم
بدأ المختار الدرعاوي مسيرته المهنية عام 1958 بعد نجاحه في مباراة ولوج سلك المعلمين. عمل كمعلم في عدد من المؤسسات التعليمية، من بينها:
- مجموعة مدارس ابن جرير الطبري في تافوغالت.
- مدرسة أسماء للبنات في بركان (مدينة).
- إعدادية ابن رشد بركان (مدينة).
- إعدادية القدس بركان (مدينة).

لاحقًا، انتقل لتدريس اللغة العربية والتربية الإسلامية. عُرف بتعامله الراقي مع التلاميذ، حيث لم يُعرف عنه الإساءة أو التقليل من شأن أي طالب. استمر في التعليم حتى تقاعده في ديسمبر 1999، بعد مسيرة حافلة بالعطاء.

### في الخطابة والدعوة
تم تعيين المختار الدرعاوي بظهير ملكي شريف عضوًا في الرابطة المحمدية للعلماء، حيث كان عضوًا في المجلس الأكاديمي للرابطة. في هذا الإطار، شارك في مناقشة القضايا العلمية الكبرى، والإشراف على البحوث والدراسات الإسلامية، والمساهمة في إعداد المقررات التي تهدف إلى نشر مبادئ الوسطية والاعتدال، وتعزيز التواصل بين العلماء داخل المغرب وخارجه.
كما تم تعيينه مرشدًا رسميًا للحجاج المغاربة من قبل وزارة الأوقاف والشؤون الإسلامية (المغرب), حيث أشرف على مرافقة وتوجيه عدد من الحجاج المغاربة خلال رحلاتهم إلى مكة المكرمة لأداء مناسك الحج. وبعد تقدمه في السن، استمر في تقديم الدورات التكوينية للحجاج داخل المغرب، حيث قام بتأطيرهم وإرشادهم حول مناسك الحج والعمرة، وساهم في إعدادهم روحيًا ومعرفيًا لأداء هذه الشعائر الدينية بالشكل الصحيح.
كما حضر العديد من المؤتمرات العلمية والدورات التكوينية التي نظمتها الرابطة المحمدية للعلماء ووزارة الأوقاف والشؤون الإسلامية، حيث شارك في مناقشة مواضيع متعلقة بالفكر الإسلامي، وتأطير الأئمة، وتجديد الخطاب الديني، وترسيخ قيم التسامح والاعتدال في المجتمع. وقد كان له دور فعّال في نقل هذه التجارب والخبرات إلى محيطه، سواء عبر مجالسه العلمية أو من خلال خطبه ودروسه التوعوية.
إلى جانب عمله في التعليم، كان الدرعاوي خطيبًا وإمامًا لأكثر من 37 عامًا في المسجد العتيق بمدينة بركان. تولى أيضًا تأطير الأئمة والدعاة في مسجد محمد الخامس ضمن إطار برنامج تأهيل الأئمة في إطار خطة ميثاق العلماء، الذي تشرف عليه وزارة الأوقاف والشؤون الإسلامية (المغرب)، بهدف تعزيز قدرات الأئمة وتأطيرهم في نشر قيم الإسلام الوسطي.
كان أحد مؤسسي مدرسة الإمام ورش لتحفيظ القرآن في بركان (مدينة). لم يقتصر دوره على التأسيس، بل كان أحد أعمدتها الأساسية، حيث كان يقدّم دروسًا دينية داخل المدرسة لتوجيه الشباب نحو تعاليم الدين الإسلامي، وتعزيز قيم الأخلاق والعلم الشرعي لديهم. بفضل جهوده المستمرة وتفانيه في خدمة هذا المشروع، أصبحت المدرسة اليوم واحدة من أبرز المؤسسات القرآنية في المنطقة، مستمرةً في أداء رسالتها، ما يجعل الشيخ الدرعاوي أحد أهم الركائز التي قامت عليها هذه المؤسسة.

## أخلاقه وشخصيته
كان المختار الدرعاوي مثالًا للعالم العامل، الذي جمع بين العلم والأخلاق الفاضلة، فترك أثرًا عميقًا في نفوس من عرفوه، سواء من طلابه أو زملائه أو المصلين الذين كانوا يحضرون خطبه ودروسه.
- التواضع والبشاشة : كان الشيخ الدرعاوي معروفًا بابتسامته الدائمة، فلم يكن يستقبل أحدًا إلا بوجه بشوش وكلمات طيبة. كان متواضعًا في مجلسه، يستمع للناس مهما كانت مكانتهم، ولم يكن يتعالى بعلمه أو يفرض رأيه على الآخرين، بل كان يُرشدهم برفق ولين.

- التسامح واللين في المعاملة : لم يُعرف عنه النقد الجارح أو التشدد في الأحكام، بل كان يسعى دائمًا إلى تقريب الناس من الدين بأسلوب سهل وبعيد عن التعقيد. لم يكن معاتبًا أو مؤنبًا، بل كان إذا وجد خطأً، صححه بحكمة ودون تجريح، مما جعل الكثيرين يقبلون على الاستماع إليه وحضور دروسه.

- الحكمة في الدعوة : تبنى الشيخ منهج الوسطية والاعتدال في دعوته، فلم يكن يميل إلى التطرف أو التشدد، بل كان يركز على تبسيط المفاهيم الدينية وربطها بواقع الناس. اعتمد في أسلوبه على الترغيب قبل الترهيب، وكان يختصر في كلامه، فلا يطيل في الخطابة أو الوعظ حتى لا يُثقل على المستمعين، مما جعل دروسه محبوبة ومؤثرة.

- الزهد والورع : لم يكن يسعى وراء المناصب أو الألقاب، ورغم علمه الواسع ومكانته العلمية، فإنه لم يكن يتسابق إلى الشهرة أو يسعى وراء المنافع الشخصية، بل كان زاهدًا في الدنيا، مكتفيًا بالقليل، منصرفًا لخدمة الدين والعلم.

- القرب من الناس : لم يكن من العلماء الذين يعتزلون الناس أو ينشغلون عنهم، بل كان قريبًا منهم، يشاركهم أفراحهم وأحزانهم، ويحرص على الاستماع إلى مشاكلهم ومساعدتهم بما يستطيع. وكان بيته مفتوحًا لاستقبال طلاب العلم، كما كان يقضي وقته بين المسجد والمدرسة، ناشرًا للعلم وموجهًا للناس.

بفضل هذه الخصال، حظي الشيخ الدرعاوي بمكانة رفيعة في قلوب الناس، وكان محاطًا بالمحبة والاحترام، وظل اسمه حاضرًا حتى بعد وفاته، كأحد الرموز الدينية والعلمية التي أثرت في مجتمعها.

## وفاته
توفي المختار الدرعاوي يوم 8 يوليو 2017 عن عمر يناهز 78 عامًا، بعد مرض ألزمه الفراش لمدة سنة. شيعت جنازته من مسجد عمر بن الخطاب بمدينة بركان في موكب مهيب حضره عدد كبير من العلماء والدعاة والشخصيات العامة.
دُفن في المقبرة المحمدية بمدينة بركان، تاركًا فراغًا كبيرًا في المجالين التعليمي والدعوي.

## الشهادات في حقه
- الدكتور مصطفى بن حمزة: وصفه بأنه سفير العلم لمنطقة إقليم بركان في جامع القرويين، وأشاد بعلمه وأخلاقه العالية، مؤكدًا أن رحيله خلف فراغًا كبيرًا في الساحة العلمية والدعوية.
- الأستاذ معمر اليزيدي: قال عنه: " كان أبًا وصديقًا ومعلمًا، أثرى حياتنا بعلمه وأخلاقه. كان نموذجًا للعالم الذي يجمع بين العلم والتواضع، ولم يكن يسعى وراء المناصب أو الألقاب بل كان يخدم العلم لوجه الله. "
- الأستاذ كمال الدين الرحموني: قال: " كان مثالًا للعالم المتواضع، الذي يلقاك بوجه بشوش وثغر باسم، يشحذ همتك، ويرفع من قدرك، ويثني عليك وأنت أمامه تلميذ يحثّ الخطى. لم يكن ناقدًا لاذعًا ولا معاتبًا، بل كان حكيمًا في دعوته، محبًا للخير للجميع. "

## إنجازاته
- حصل على وسام الاستحقاق الوطني المغربي من الدرجة الممتازة، تكريمًا لجهوده في خدمة الدين والعلم ونشر قيم التسامح والاعتدال.
- أحد مؤسسي مدرسة الإمام ورش لتحفيظ القرآن في بركان، والتي أصبحت إحدى أبرز المؤسسات القرآنية في المنطقة.
- إمام وخطيب لأكثر من 37 عامًا، حيث ألقى خطب الجمعة وأشرف على تأطير الأئمة والدعاة.
- تم تعيينه بظهير ملكي شريف عضوًا في الرابطة المحمدية للعلماء، حيث كان عضوًا في المجلس الأكاديمي، وشارك في الإشراف على البحوث العلمية ومناقشة القضايا الدينية الكبرى، والمساهمة في إعداد المقررات التي تهدف إلى نشر مبادئ الوسطية والاعتدال.
- شارك في العديد من المؤتمرات والندوات العلمية التي نظمتها الرابطة المحمدية للعلماء ووزارة الأوقاف والشؤون الإسلامية (المغرب), حيث قدم مداخلات حول الوسطية في الإسلام وتجديد الخطاب الديني.